# Club Deportivo Olimpia
El Club Deportivo Olimpia és un club hondureny de futbol i beisbol de la ciutat de Tegucigalpa.

## Història
El club va ser fundat el 12 de juny de 1912 per Héctor Pineda Ugarte, Carlos Bram, Arturo Bram, Enrique Buk, Santiago Buk, Miguel Sanchez, Samuel Inestrosa Gómez, i Ramón Field. Originàriament s'anomenà Olimpia National i es dedicava exclusivament al beisbol, però el 1917, incorporà una secció de futbol. La primera competició la guanyà el setembre de 1928. És el club amb més títols del país, amb més de vint lligues. També ha guanyat dos cops la competició de la CONCACAF.

## Palmarès
- Lliga amateur hondurenya de futbol:[1]
  - 1956-57, 1957-58, 1958-59, 1960-61, 1962-63, 1963-64
- Lliga hondurenya de futbol: [1]
  - 1966–67, 1967–68, 1969–70, 1971–72, 1977–78, 1982–83, 1984–85, 1986–87, 1987–88, 1989–90, 1992–93, 1995–96, 1996–97, 1998–99, Apertura 2000, Apertura 2002, Clausura 2004, Clausura 2005, Apertura 2005, Clausura 2006, Clausura 2008, Clausura 2009, Clausura 2010, Apertura 2011, Clausura 2012, Apertura 2012, Clausura 2013, Clausura 2014, Clausura 2015, Clausura 2016
- Supercopa hondurenya de futbol: 1
  - 1996-97
- Copa hondurenya de futbol: [2]
  - 1995, 1998, 2015
- Copa de Campions de la CONCACAF: 2
  - 1973, 1988
- Lliga de la CONCACAF: 1
  - 2017
- Copa de la UNCAF de clubs: 2
  - 1999, 2000
- Campionat Centre-americà de futbol: 1
  - 1959
- Torneo Fraternidad: 3
  - 1980, 1981, 1985

## Colors
Els colors del club són el blanc, vermell i blau. El blau i el vermell representaven els dos partits polítics més importants del país i el blanc representava la pau. L'elecció dels colors es va fer amb la intenció d'aplegar totes les voluntats del país. Altres fons parlen de l'origen dels colors representant, el vermell la sang, el blanc la puresa i el blau el coratge. Els diversos uniformes dels club han estat els següents:
|  |  |  |  |  |

## Màxims golejadors
A 20 de novembre el 2008.
En negreta jugadors en actiu al club.
| - Wilmer Velásquez (181) - Denilson Costa (99) - Danilo Tosello (86) - Prudencio Norales (76) - Rigoberto Gómez (63) - Juan Flores (56) - Alex Pineda Chacón (52) - Jorge González (46) - Luciano Emilio (42) | - Jorge "Indio" Urquía (40) - Reynaldo Mejía (38) - Jorge Brand (36) - Christian Santamaría (34) - Marlon Hernández (32) - Wilson Palacios (32) - Carlos Laje Moreno (32) - Juan Manuel Cárcamo (32) |

## Futbolistes destacats
| - Ronald Arnox Chessman - Rigoberto "Shula" Gomez - "Shinola" Matamoros - Juan Manuel Cárcamo - "Indio" Urquia - Daniel Zapata - Jorge Bran - Patrocinio Sierra - Gilberto Yearwood - Rudy Williams - Jorge Bustillo | - Juan Carlos Espinoza - Cristian Santamaria - Selvin Cárcamo - Juan Flores - Wilson Palacios - Roger Chavarria - Angel Paz - Arturo caceres - Alex Pineda Chacón - José Luis Pineda - Belarmino Rivera | - Gregorio Serrano - Tonin Mendoza - David Suazo - Wilmer Peralta - Denilson Costa - Carlos Enrique Pronno - Danilo Tosello - Gustavo Fuentes - Turco Abdeneve - Gustavo Gerardo Priori - Walter Pearson | - Jorge Manuel Ulate - Luciano Emilio - Fabio de Souza - Rodiney Martins - Ramon Fernandez Riera - Juan Carlos Contreras - Vicente Viera - Robert De Lima - Luis Walter Chávez - Carlos Laje - Mario Figueroa |

## Entrenadors destacats
| - Calistrin Suazo - Nahun Espinoza - Edwin Pavon - Carlos Padilla | - Chelato Ucles - Carlos C Caranza - Enrique Grey - Mario Griffin | - Juan Carlos Espinoza - Julio Gonzales - Nato Malinowski - Nestor Matamala | - Jose Matera - Carlos Viera - Juan de Dios Castillo |